# Joann Lõssov
Joann Lõssov, (nacido el 10 de septiembre de 1921 en Tallin, Estonia y muerto en Tallin, Estonia el 3 de agosto de 2000) fue un jugador soviético de baloncesto. Consiguió tres medallas en competiciones internacionales con la selección de la Unión Soviética.
Murió a los 78 años de edad por causas desconocidas.